# William Hoare

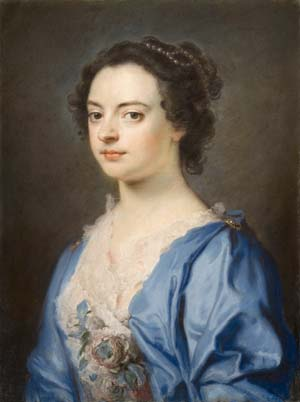
Retrato de una Mujer por William Hoare.

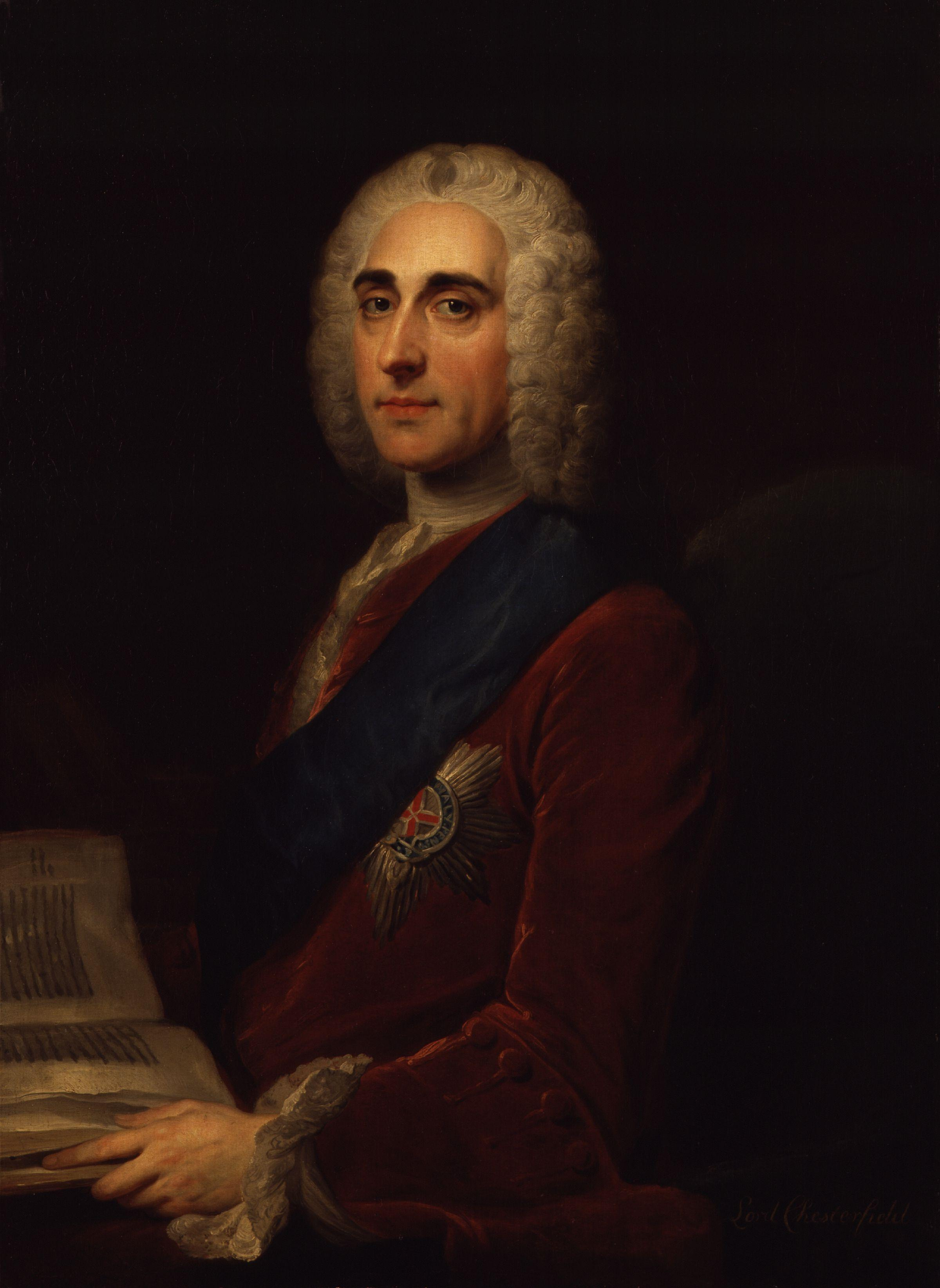
Philip Stanhope, 4.º Conde de Chesterfield por William Hoare.

William Hoare (1707–12 de diciembre de 1792) fue un pintor e impresor inglés, cofundador de la Real Academia Inglesa, destacado por sus pinturas al pastel.

## Infancia
William Hoare nació cerca de Eye, en Suffolk, y creció y fue educado en medio de la alta sociedad de Faringdon. Desde pequeño demostró una notable aptitud para el dibujo, por lo que fue enviado a Londres para estudiar bajo la supervisión de Giuseppe Grisoni, quien llegó a Londres proveniente de Florencia en 1715.

## Influencia italianan en sus pinturas al pastel
En 1728 Grisoni retornó a Italia. Hoare viajó con él, y se estableció en Roma, donde continuo con sus estudios, esta vez bajo la tutela de Francesco Imperiali. Hoare permaneció en Roma durante 9 años más, y retornó a Londres aproximadamente en el año 1737 o 1738.

## Su vida como artista destacado
Como no consigue establecerse en Londres, Hoare se muda a la ciudad balnearia de Bath en Somerset, una comarca turística balnearia en expansión exclusiva para la clase alta de la época. Rápidamente consigue varios encargues para pintar, y entre sus trabajos más importantes realiza varios retratos de gobernantes y oficiales de esa época, incluyendo a George Frideric Handel, el primer ministro Robert Walpole, el destacado líder político William Pitt, y el 1.er conde de Chatham en 1754. Como hay varias versiones similares de sus trabajos, se supone que Hoare había montado un estudio de pintura en el pueblo. Además sus trabajos fueron publicados por varias compañías líderes en grabados mediante el sistema de copia de mezo-tinta, muy popular para la época.

## Copista e impresor
Hoare también era un asiduo practicante del arte de la reproducción mediante grabados, y realizó una serie de placas privadas para su familia y amigos más cercanos, entre este tipo de placas se destaca Miss Hoare (probablemente Mary), Christopher Anstey y el 3.er Duque de Beaufor.
La mayoría de sus pinturas al pastel eran fluenciados por Rosalba Carriera.

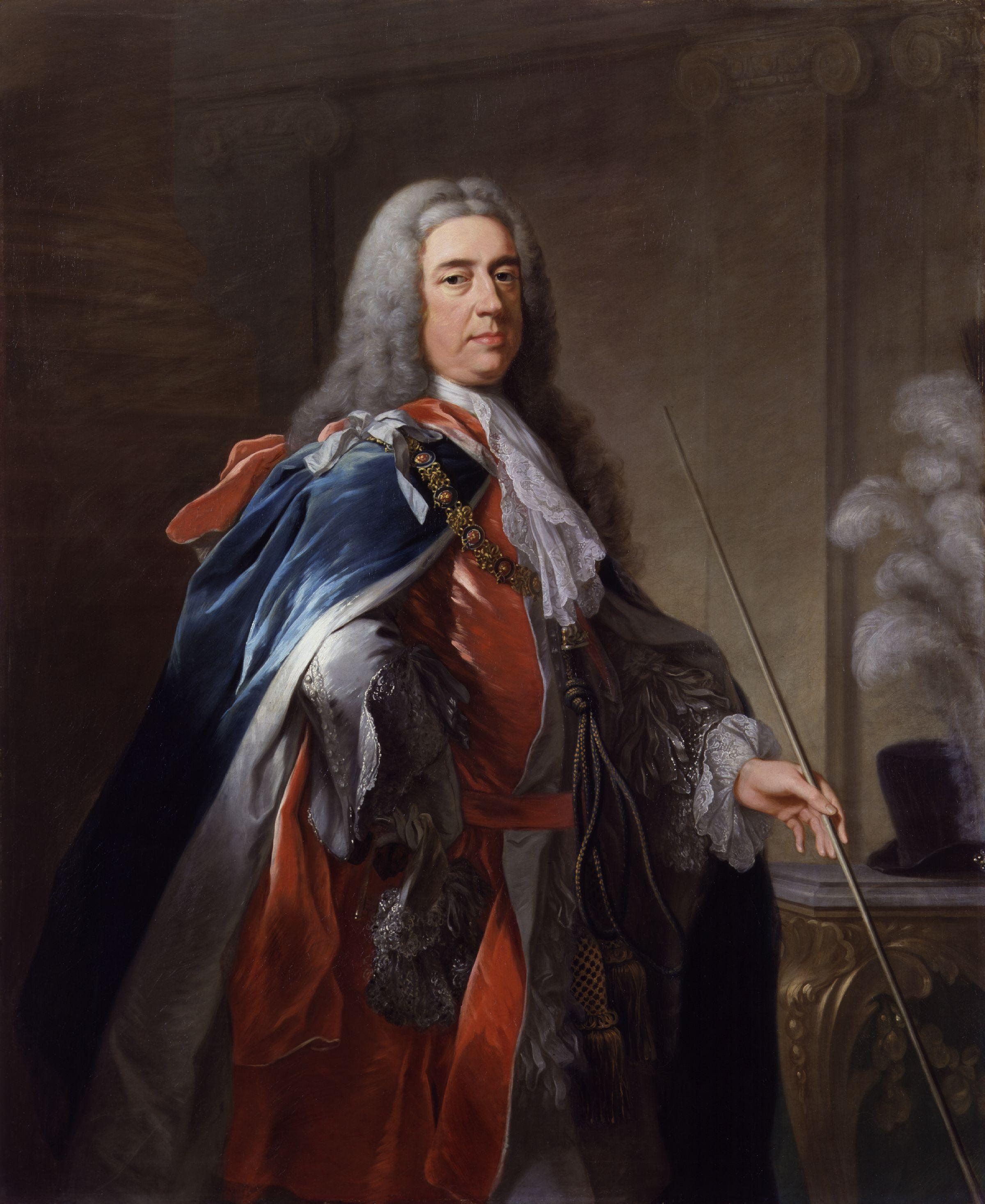
"Charles Fitzroy, 2.º Duque de Grafton" por William Hoare.

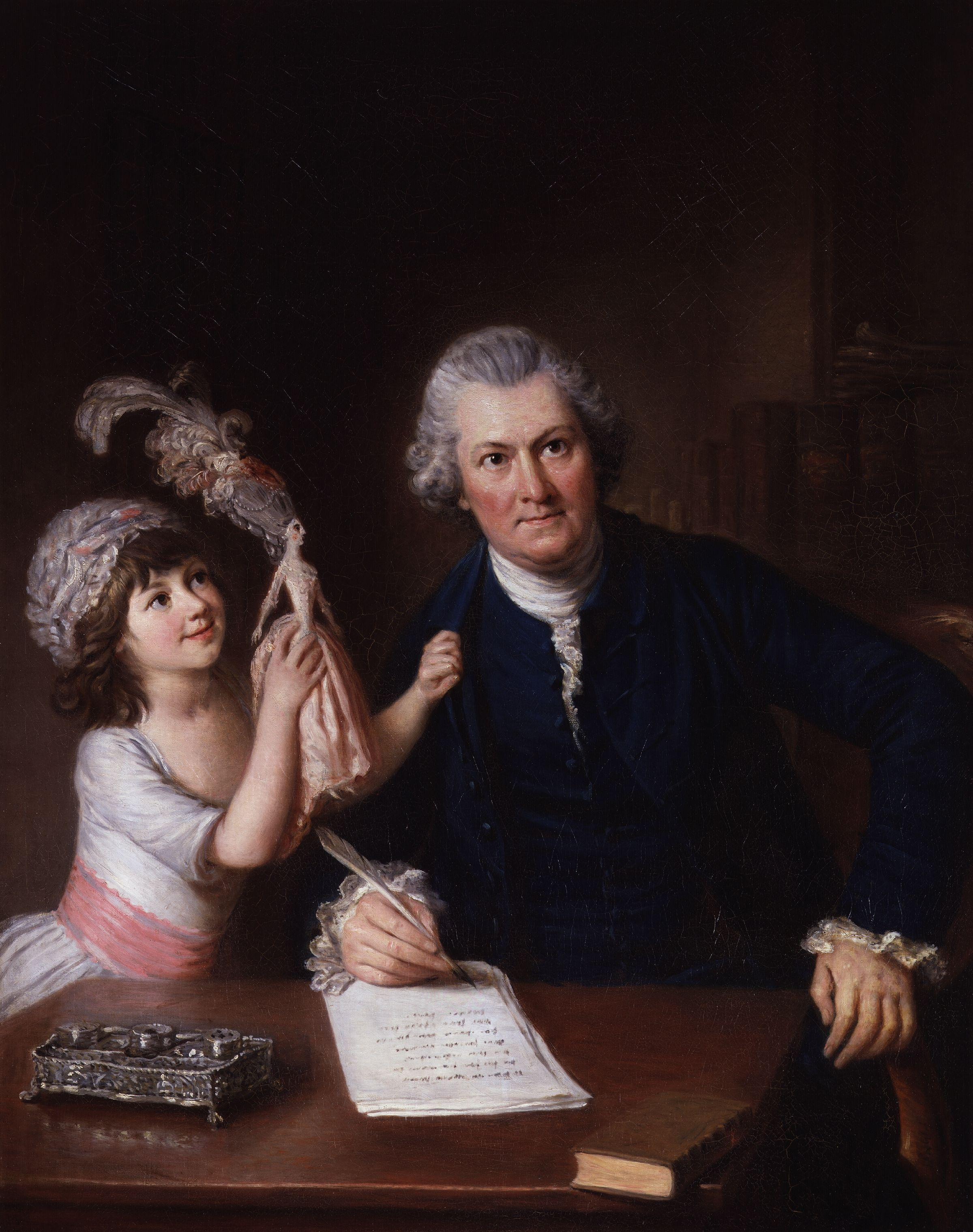
"Christopher Anstey y su hija" por William Hoare.

William Hoare fue uno de los retratistas de moda en establecerse en Bath, y se mantuvo como el principal retratista del lugar hasta la llegada de Thomas Gainsborough en 1759. Pero William siguió siendo el favorito de su principal cliente el duque de Newcastle, de su familia, y de muchos de sus seguidores y socios políticos. Incluye entre sus clientes más importantes a Henry Herbert 9.º Conde de Pembroke y a Felipe Stanhope, 4 º Conde de Chesterfield y la Duquesa de Beaufort (Inglaterra).

## Otras actividades
Hoare estuvo estrechamente vinculado con el funcionamiento del Hospital Real Mineral Water a partir del año 1742. Donde llegó a trabajar como Gobernador del Hospital. Esta función le dio oportunidad de conocer a las más importantes figuras de la época que visitaban el balneario de la comarca de Bath, así como a los más importantes terratenientes de las cercanías al pueblo.
Chalmers lo describe como un ingenioso y amigable pintor inglés.
William falleció en Bath, Somerset el 12 de diciembre de 1792.

## Legado
William Hoare, junto con Gainsborough y Joshua Reynolds, fue miembro fundador de la Real Academia Inglesa.
Su hijo, Prince Hoare, llegó a ser un famoso pintor y dramaturgo de la época.